# Karl Ludwig Elsäßer
Karl Ludwig Elsäßer, ab 1858 von Elsäßer (auch Elsässer oder Elsaesser; * 13. April 1808 in Neuenstadt am Kocher; † 7. März 1874 in Untertürkheim), war ein deutscher Mediziner.

## Leben
Elsäßer war Sohn eines Arztes. Seine frühe Ausbildung ist nicht bekannt. 1825 wurde er an der Universität Tübingen immatrikuliert. Sein Studium der Medizin schloss er dort 1830 mit der Promotion zum Doktor der Medizin mit der Verteidigung der Dissertation Disquisitiones zoologico-physiologicae circa differentias sexuales mammalium praeter organa generationis ab. Anschließend unternahm er Reisen nach Wien und Berlin, um sich dort weiterzubilden. Nach Tübingen zurückgekehrt, erfolgte 1832 seine Habilitation an der Medizinischen Fakultät. Fortan lehrte er bis 1834 an der Tübinger Hochschule als Privatdozent.
Elsäßer ließ sich 1834 als praktischer Arzt in seiner Geburtsstadt Neuenstadt nieder, wobei er als Schriftsteller medizinischer Schriften Bekanntheit erlangte. Er kaufte das heute als Mörickestift bekannte Haus, an dem er ein Laboratorium anbauen ließ. Zu seinen Patienten gehörte auch Eduard Mörike. 1853 nahm er einen Ruf als Hofarzt nach Stuttgart an. Zugleich wurde er Mitglied des württembergischen Medizinalkollegiums. 1857 erhielt er außerdem eine Stelle als Arzt am Katharinenstift. Er wurde 1865 zum königlichen Leibarzt ernannt und legte in diesem Zuge seine Stelle im Medizinalkollegium nieder, zu dessen Ehrenmitglied er in der Folge ernannt wurde. Zuletzt war er Erster königlicher Hofarzt in Stuttgart und Obermedizinalrat.
Elsäßer verbrachte seinen Ruhestand in Untertürkheim. 1858 wurde er mit dem Ritterkreuz des Ordens der Württembergischen Krone ausgezeichnet und in diesem Zuge in den persönlichen Adelsstand erhoben. 1873 erhielt er das Komturkreuz II. Klasse des Friedrichs-Ordens.

## Werke (Auswahl)
- Die epidemische Cholera. Löflud, Stuttgart 1832.
- Der weiche Hinterkopf: Ein Beitrag zur Physiologie und Pathologie der ersten Kindheit. Cotta, Stuttgart und Tübingen 1843.
- Die Magenerweichung der Säuglinge. Cotta, Tübingen 1846.
- Zur Theorie der Lebenserscheinungen in comprimirter Luft. Cotta, Stuttgart 1866.